# Сонячне затемнення 763 до н.е.

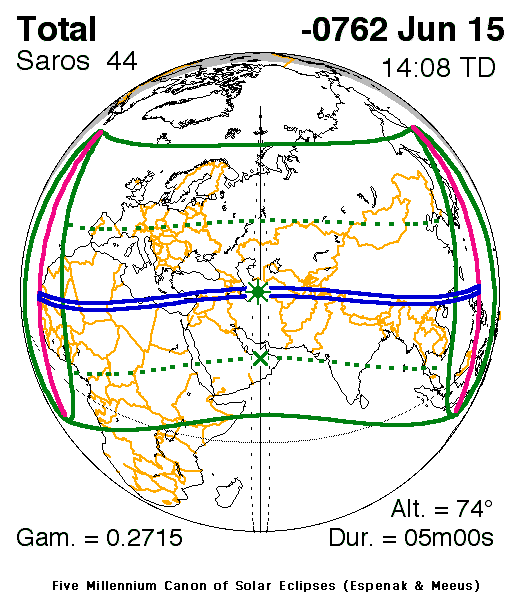

Сонячне затемнення 763 року до н. е., також Ассирійське затемнення, відбулося 15 червня 763 р. до н. е. Сонячне затемнення 44-го Саросу було повним. Його найбільша фаза спостерігалася у Месопотамії та в Північному Ірані. Ассирійці, що мешкали тут, описали затемнення у письмовому повідомленні.
У повідомленні ассирійців йдеться:
|  | [Року] Бур-Сагале з Гузани. Повстання в місті Ашшур. У місяці Сіману сталося сонячне затемнення. |

Як йдеться у повідомленні, тоді ж, коли і сонячне затемнення, відбулося повстання у місті Ашшур. Ассирійці ототожнювали це повстання з сонячним затемненням.
У 1867 році британський учений Генрі Роулінсон визначив, що сонячне затемнення відбулося 15 червня 763 року до нашої ери близько обіду. Відтоді ця дата Ассирійського затемнення вважається загальноприйнятою. Ідентифікація дати та часу затемнення також підтверджується іншими астрономічними дослідженнями.
Дата затемнення та повідомлення про нього використовують при хронології подій історії Ассирії.  